# Sociedad de Fomento de la Cría Caballar de España
La Sociedad de Fomento de la Cría Caballar de España fue entre 1841 y 2015 la única entidad reconocida internacionalmente para avalar y acreditar genealogías y resultados de carreras de caballos en España. También era conocida con las siglas SFCCE.

## Historia

### Fundación
Se fundó el 23 de abril de 1841, en una junta compuesta por el duque de Osuna, el duque de Veragua, el duque de San Carlos, el marqués de Alcañices, el marqués de Santa Cruz, el marqués de Castelar, el marqués de Perales, el marqués de Casa-Irujo, el marqués de Villamayor de Santiago, el marqués de los Llanos de Alguazas, el marqués de Terranova y Francisco Falcó, con objeto de formar una sociedad para fomentar y mejorar la cría caballar en España, convencidos todos de la necesidad e importancia de este elemento de riqueza pública.
Los estatutos de la nueva entidad afirmaban que el fin de la misma era "la mejora de las razas caballares, el estímulo de su fomento por medio de las carreras de caballos y otras actividades análogas y la divulgación de las mismas".
Es la sociedad, con plena capacidad jurídica, cuyo fin es velar por la pureza de las carreras de caballos que se desarrollen en España.
Para la consecución de tal fin, actúa como sociedad reguladora. Ella misma, edita el Código de Carreras, aplicable a todo propietario de caballos, entrenador de caballos, criadores de caballos y jinetes, siendo de aplicación en cuantas carreras de caballos se celebren en España.
Las Sociedades Organizadoras contribuirán, con las aportaciones que anualmente se establezcan, al sostenimiento de la SFCCE para el cumplimiento de sus fines.

### Actualidad
A día de hoy la sociedad se encuentra en concurso de acreedores por la deuda contraída de más de 2 000 000 de euros a la Seguridad Social y a la Hacienda Pública. Sus activos están en continua depreciación y su tendencia es la liquidación y desaparición.

## Presidentes de la Sociedad de Fomento de la Cría Caballar de España
| Presidente                       | Año inicial | Año final |
| -------------------------------- | ----------- | --------- |
| Felipe Hinojosa García-Puente    | 2014        | 2015      |
| Diego Figueroa y Melgar          | 2014        | 2014      |
| Manuel García Orozco             | 2009        | 2014      |
| Francisco Jaquotot Janer         | 2009        | 2009      |
| Agustín Aulet Marcos             | 2002        | 2009      |
| Manuel Pereira Arias             | 1996        | 2002      |
| Eduardo Fierro Guerra            | 1995        | 1996      |
| Iñigo Cavero Lataillade          | 1992        | 1995      |
| Javier Pardo de Santayana Dubois | 1990        | 1992      |
| Lorenzo Sanz Mancebo             | 1988        | 1990      |
| XVIII duque de Alburquerque      | 1985        | 1988      |
| Gabriel Covarrubias              | 1985        | 1985      |
| Ramón Mendoza                    | 1983        | 1985      |
| I conde de Romanones             | 1977        | 1983      |
| Marqués de Trujillos             | 1968        | 1977      |
| Marqués de Trujillos             | 1955        | 1968      |
| Conde de la Dehesa de Velayos    | 1931        | 1955      |
| Conde de Torre Arias             | 1927        | 1931      |
| Marqués de la Mina               | 1916        | 1927      |
| Duque de Tamanes                 | 1907        | 1916      |
| XVII marqués de Alcañices        | 1886        | 1907      |
| Duque de Fernán Núñez            | 1878        | 1886      |
| XII duque de Osuna               | 1844        | 1878      |
| XI duque de Osuna                | 1841        | 1844      |